# 打加冷
打加冷（印尼語：Tekarang）是印尼西加里曼丹省三發縣管轄的一個鎮，位於三發縣西部，西接南假獅鎮，北連假獅鎮，南以三發河與直木港鎮為界，東以三發河與芒桔頭鎮相望。

## 行政區劃
打加冷鎮是於2002年由直木港鎮分出的新鎮，此鎮轄有7個村。
1. Desa Cepala
2. 斯加勞村
3. Desa Merubung
4. Desa Rambayan
5. 打加冷村
6. Desa Sempadian
7. Desa Sari Makmur